# Roel Koolen
Roel Koolen (Mierlo, 20 april 1982) is voormalig Nederlandse honkbaler. Zijn positie was voornamelijk tweede honkman. 
Koolen debuteerde in 1998 voor één wedstrijd in de honkbal hoofdklasse bij Twins Sporting Club. In 2000 stapte hij over naar Neptunus, en die club verruilde hij in 2006 weer voor Kinheim. Bovendien speelde hij in 2003 en 2004 voor Virginia Commonwealth University op NCAA Division-1 niveau Richmond, Virginia in de Verenigde Staten.
Koolen nam zeven keer deel aan de Holland Series (2001, 2002, 2004, 2005, 2006, 2007, 2008) en won die met DOOR Neptunus vier keer en met Kinheim twee keer. Daarnaast won hij met DOOR Neptunus vijf keer de Europa Cup 1 en met Kinheim twee keer (2007, 2008).
Koolen debuteerde in 2000 in het Nederlands honkbalteam, maar aanvankelijk bleef het tot één oefenwedstrijd beperkt. In 2006 werd hij pas weer bij oranje teruggehaald en in 2007 maakte hij deel uit van het team dat vierde werd bij het WK. Koolen werd voor de Olympische Spelen van 2008 in Peking geselecteerd waar Nederland als zevende eindigde.
Na zijn studie Bedrijfskunde aan de Erasmus Universiteit in Rotterdam met een master in marketing is hij werkzaam als marketeer. 
Sharnol Adriana · 
David Bergman · 
Leon Boyd · 
Yurendell de Caster · 
Rob Cordemans · 
Dave Draijer · 
Michael Duursma · 
Bryan Engelhardt · 
Percy Isenia · 
Sidney de Jong · 
Michiel van Kampen · 
Eugene Kingsale · 
Dirk van 't Klooster · 
Roel Koolen · 
Raily Legito · 
Diego Markwell · 
Shairon Martis · 
Martijn Meeuwis · 
Danny Rombley · 
Jeroen Sluijter · 
Tjerk Smeets · 
Alexander Smit · 
Juan Carlos Sulbaran · 
Pim Walsma